# سورة القدر
سورة القدر هي سورة مكية، وقال بعضهم أنها مدنية من المفصل، آياتها 5، وترتيبها في المصحف 97، في الجزء الثلاثين، بدأت بأسلوب توكيد ﴿إِنَّا أَنْزَلْنَاهُ فِي لَيْلَةِ الْقَدْرِ ۝١﴾، نزلت بعد سورة عبس، وهي تتحدث عن ليلة القدر وفضلها، وهي سورة أعلمنا الله فيها عن ليلة مباركة ليلة القدر، وسميت بهذا الاسم لأنها تحدثت عن فضائل ليلة القدر، ومن خصائص السورة أنها ذَكَرَت ليلة القدر ثلاث مرات، ومن أهم مقاصد السورة: التنبيه بفضل القرآن وعظمته بإسناد إنزاله إلى الله ، والرد على الذين جحدوا أن يكون القرآن منزلاً من الله ، وتتضمن على فن البلاغة، وهو من بلاغة المعاني والصور البيانية وبعض المحسنات البديعية.

## التعريف بالسورة وسبب التسمية
لم تحظ السورة بأسماء متعددة، كغيرها من السور، فليس لها إلا اسم واحد، وهو (القدر)، وقد سميت هذه السورة في المصاحف وكتب التفسير وكتب السنة (سورة القدر)، وسماها ابن عطية في (تفسيره) وأبو بكر الجصاص في (أحكام القرآن) (سورة ليلة القدر)، سُميت هذه السورة ب(القدر)؛ على أول آية منها، وقيل: إنّ سبب تسميتها بالقدر لما لها من قدر عظيم وشرف كبير في القرآن، كقوله: ﴿ وَمَا قَدَرُواْ اللّهَ حَقَّ قَدْرِهِ ﴾.
وأما سبب التسمية، فقد سميت بسورة (القدر)، لما جمعته في ثناياها من تنويه بشرف القرآن المنزل في ليلة القدر، وما حوته من طلاوة معان، وبديع أسرار تؤكد قداسة وسر وهيبة هذه الليلة المشهودة في الملأ الأعلى، وتعتبر هذه السورة من حيث المقدار من السور المفصلات، أي: السور التي لها آيات متعددة وصغيرة.

## عدد آيات وكلمات وحروف السورة
آيات هذه سورة (5) آيات في العدد المدني والبصري والكوفي، وست في العد المكي والشامي، ويبلغ عدد كلماتها بعدد أيام شهر رمضان (30) كلمة، وعدد حروفها (مائة واثنا عشر حرفا).

## مكان نزول السورة
قال ابن عباس ومجاهد، وعلى بن أبي طلحة، قال الأصفهاني: والضحاك ومقاتل: مدنية، وقال قتادة، وجابر بن زيد، وعكرمة، والحسن: مكية، وقال النسفي في تفسيره: وقال الواقدي: هي أول سورة نزلت بالمدينة، وقال الأصفهاني: والأكثر: أنها مكية، وكذا قال أبو حيان: في قول الأكثر.
وقال الثعلبى: إنه قول الأكثرين، ولكنّ الأرجح هو القول الأول وهذا- أيضا- ما أخرجه ابن مردويه عن ابن عباس وابن الزبير وعائشة أنها نزلت بمكة، وتبين للناس قدر ما نزل إليهم فهو كما وصف في السورة التي سبقت في صحف مكرمة مرفوعة مطهرة بأيدي سفرة كرام بررة، إنه كتاب ذو قدر أنزل على رسول ذي قدر، على أمة ذات قدر في ليلة مباركة ذات قدر ينزل فيها ملائكة ذوو قدر، وهذا على معنى أن القدر يعني العظمة.

## سبب نزول السورة
وفي سبب نزولها ذكر النيسابوري في كتابه (أسباب النزول) عن يحيى بن أبي زائدة، عن مسلم، عن ابن أبي نجيح، عن مجاهد قال: "ذكر النبي ﷺ رجلا من بني إسرائيل لبس السلاح في سبيل الله ألف شهر، فتعجب المسلمون من ذلك، فأنزل الله : ﴿إِنَّا أَنْزَلْنَاهُ فِي لَيْلَةِ الْقَدْرِ ۝١ وَمَا أَدْرَاكَ مَا لَيْلَةُ الْقَدْرِ ۝٢ لَيْلَةُ الْقَدْرِ خَيْرٌ مِنْ أَلْفِ شَهْرٍ ۝٣﴾ [القدر:1–3]، قال: خير من التي لبس فيها السلاح ذلك الرجل".

## ترتيب نزولها
اختلف في سورة القدر كونها مكية أو مدنية، لكنّ المشهور قال إنها مكية، وهناك مَن عَدّها مدنية في تفسيره، لِما أُخبِر من أنها نزلت على النبي محمد ﷺ في مسجد المدينة لا في مكة، وأما من حيث الترتيب فإنها نزلت على محمد بالتسلسل (25)، وقد نزلت سورة القدر بعد سورة عبس، ونزلت سورة عبس، فيما بين الهجرة إلى الحبشة والإسراء، فيكون نزول سورة القدر في ذلك التاريخ أيضا، لكن تسلسلها في المصحف في الجزء الثلاثين بالتسلسل (97) من سور القرآن.

## خصائص سورة القدر
1. نسبتها إلى ليلة القدر، لأنها تحدثت عن تلك الليلة الموعودة المشهودة، التي سجّلها الوجود كله، في فرح وغبطة وابتهال، ليلة الاتصال المطلق بين الأرض والملأ الأعلى.[19]
2. أنها إحدى السور التي تحدثت عن بدء نزول القرآن على قلب محمد ﷺ.[3]
3. لم تحظ السورة بأسماء متعددة كغيرها من السور، فليس لها إلا اسم واحد وهو (القدر).[5]
4. إن عدد كلمات سورة (القدر)، ثلاثون كلمة، كأيام شهر رمضان.
5. من خصائصها تكرار (ليلة القدر) فيها ثلاث مرات.[10]

## فضائل سورة القدر
أوجز اللَّه تعالى بيان فضائل سورة (القدر) بقوله تعالى: ﴿لَيْلَةُ الْقَدْرِ خَيْرٌ مِنْ أَلْفِ شَهْرٍ ۝٣﴾ [القدر:3]، وقوله تعالى: ﴿تَنَزَّلُ الْمَلَائِكَةُ وَالرُّوحُ فِيهَا بِإِذْنِ رَبِّهِمْ مِنْ كُلِّ أَمْرٍ ۝٤﴾ [القدر:4]، والآية الأولى فيها بشارة عظيمة، وفيها تهديد عظيم:
- أما البشارة: فهي أنه تعالى ذكر أن هذه الليلة خير، ولم يبين قدر الخيرية.
- وأما التهديد: فهو أنه تعالى توعد صاحب الكبيرة بالدخول في النار، وأن إحياء مائة ليلة من القدر، لا يخلصه عن ذلك العذاب المستحق، بتطفيف حبة واحدة، فدل ذلك على تعظيم حال الذنب والمعصية.

وفي الصحيحين عن أبي هريرة كما تقدم:«من قام ليلة القدر إيمانا واحتسابا، غفر له ما تقدّم من ذنبه»، وقال الشعبي: وليلها كيومها، ويومها كليلها، وقال الفرّاء: لا يقدر اللَّه في ليلة القدر إلا السعادة والنعم، ويقدّر في غيرها البلايا والنقم، وقال سعيد بن المسيب في الموطأ: من شهد العشاء من ليلة القدر، فقد أخذ بحظه منها، ومثله ومثل ما تقدمه لا يدرك بالرأي.

## مناسبة السورة لموضوعها، وما قبلها وبعدها

### مناسبة سورة القدر لموضوعها
المناسبة بين اسم السورة (القدر) وموضوعها، ظاهر، فليلة القدر، اسم جعله الله لليلة التي ابتدئ فيها نزول القرآن، ويظهر أن أول تسميتها بهذا الاسم كان في هذه الآية، ولم تكن معروفة عند المسلمين، وبذلك يكون ذكرها بهذا الاسم تشويقاً لمعرفتها، ولذلك عقب بقوله: ﴿وَمَا أَدْرَاكَ مَا لَيْلَةُ الْقَدْرِ ۝٢﴾ [القدر:2]، والقدر الذي عرفت الليلة بالإضافة إليه هو بمعنى الشرف والفضل.

### مناسبة سورة القدر لما قبلها
ووجه مناسبتها لما قبلها أنها كالتعليل للأمر بقراءة القرآن المتقدم فيه كأنه قيل: اقرأ القرآن لأن قدره عظيم وشأنه فخيم، وقال الخطابي: المراد بالكتابة في قوله تعالى فيها: ﴿إِنَّا أَنْزَلْنَاهُ﴾ [القدر:1]، الإشارة إلى قوله تعالى: ﴿اقْرَأْ﴾ [العلق:1]، ولذا وُضعَتْ بعد، وقال القاضي أبو بكر بن العربي: هذا بديع جدا والظاهر أنه أراد أن الضمير المنصوب في ذاك لـ: (اقرأ)، وكونه أراد أنه للمقروء المفهوم من اقرأ، فيكون في معنى رجوعه للقرآن خلاف الظاهر فلا تغفل.
وقال أبو حيان: "ومناسبتها لما قبلها ظاهر، لما قال: ﴿اقْرَأْ بِاسْمِ رَبِّكَ﴾ [العلق:1]، فكأنه قال: اقرأ ما أنزلناه عليك من كلامنا، إنا أنزلناه في ليلة القدر، والضمير عائد على ما دل عليه المعنى، وهو ضمير القرآن.

### مناسبة السورة لما بعدها
لما أخبر الله  أن الليلة التي صانها بنوع خفاء في تنزل من يتنزل فيها، وفي تعيينها، لا تزال قائمة على ما لها من تلك الصفة، حتى يأتي الفجر الذي يحصل به غاية البيان، أخبر أن أهل الأديان سواء كان لها أصل من الحق، أم لا لم يصح في العادة الجارية على حكمة الأسباب في دار الأسباب أن يتحولوا عما هم فيه، إلا بسبب عظيم يكون بيانه أعظم من بيان الفجر، وهو القرآن المذكور في القدر والرسول المنزل عليه ذلك فقال: ﴿لَمْ يَكُنِ الَّذِينَ كَفَرُوا مِنْ أَهْلِ الْكِتَابِ وَالْمُشْرِكِينَ﴾ [البينة:1]، أي في مطلق الزمان الماضي والحال والاستقبال كوناً هو كالجبلة والطبع، وهذا يدل على ما كانوا عليه قبل ذلك من أنهم يبدلون ما هم عليه من الكفر أو الإيمان بكفر أو بدعة.
وقال الغرناطي: "وهي من تمام ما تقدمها، لأنه لما أمره رسوله  بأن هذا الكتاب هو الذي كانت يهود تستفتح به على مشركي العرب، وتعظم أمره وأمر الآتي به، حتى إذا حصل ذلك مشاهداً لهم كانوا أول كافر به.

## مقاصد سورة القدر
1. معظم مقصود السورة بيان شرف ليلة القدر في نص القرآن، ونزول الملائكة المقربين، واتصال سلامهم طوال الليل على أهل الإيمان في قوله تعالى:﴿سَلَامٌ هِيَ حَتَّى مَطْلَعِ الْفَجْرِ ۝٥﴾ [القدر:5].[27]
2. تفضيل الأمر الذي هو إحدى قسمي ما ضمنه مقصود (اقرأ)، وعلى ذلك دل اسمها، لأن ليلة القدر فضلت به، فهو من إطلاق المسبب على السبب، وهو دليل لمن يقول باعتبار تفضيل الأوقات، لأجل ما كان فيها، كما قال ذلك اليهودي في اليوم الذي نزل فيه قوله تعالى: ﴿الْيَوْمَ أَكْمَلْتُ لَكُمْ دِينَكُمْ﴾ [المائدة:3]، وأقرَّه الفاروق عمر بن الخطاب على ذلك.[11]
3. التنويه بفضل القرآن وعظمته بإسناد إنزاله إلى الله ، والرد على الذين جحدوا أن يكون القرآن منزلا من الله، ورفع شأن الوقت الذي أنزل فيه ونزول الملائكة في ليلة إنزاله.[6]
4. تقرير الوحي وإثبات النبوة المحمدية، وتقرير عقيدة القضاء والقدر، وفضل ليلة القدر وفضل العبادة فيها.[28]

## موضوع سورة القدر

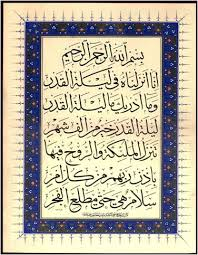
سورة القدر

- تنويه على عظيم القرآن، فافتتحت بحرف (إن) وبالإخبار عنها بالجملة الفعلية، وكلاهما من طرق التأكيد والتقوي.[6]
- الحديث عن تلك الليلة الموعودة المشهودة التي سجلها الوجود كله في فرح وغبطة وابتهال، ليلة الاتصال المطلق بين الأرض والملأ الأعلى، ليلة بدء نزول القرآن على قلب النبي محمد ذلك الحدث العظيم الذي لم تشهد الأرض مثله في عظمته وفي حياة البشرية جميعاً، العظمة التي لا يحيط بها الإدراك البشري إنا أنزلناه في ليلة القدر وما أدراك ما ليلة القدر؟.
- احتوت السورة تقريراً تذكيرياً بإنزال القرآن في ليلة القدر، وتنبيهاً تنويهياً بهذه الليلة وعظم شأنها وخيرها وشمولها ببركة الله وسلامه.[29]
- فضل ليلة القدر على سائر الأيام والليالي والشهور، لنزول الملائكة وجبريل فيها بالأنوار والأفضال والبركات والخيرات على عباد اللَّه المؤمنين، من لدن أرحم الراحمين الذي يفيض بها على من يشاء.[22]
- احتوته السورة من الإشارة إلى نزول الملائكة وعلى رأسهم عظيمهم في هذه الليلة بأوامر الله وبركاته وشمولها بالسلام والتجليات الربانية قصد إلى بيان عظمة شأنها ورفعة قدرها أولا، ودعوة ضمنية إلى المسلمين إلى إحيائها في كل عام اقتداء بالملائكة وتحصيلا للبركة الربانية فيها وتكريما للذكرى المقدسة التي انطوت فيها.[29]
- ( تتنزل الملائكة والروح فيها بإذن ربهم من كل أمر ) ونور الفجر الذي تعرضه النصوص متناسقاً مع نور الوحي ونور الملائكة، وروح السلام المرفرف على الوجود وعلى الأرواح السارية في هذا الوجود: ( سلام هي حتى مطلع الفجر ).
- واسمها (ليلة القدر ) قد يكون معناه التقدير والتدبير، وقد يكون معناه القيمة والمقام، وكلاهما يتفق مع ذلك الحدث الكوني العظيم، حدث القرآن والوحي والرسالة، وليس أعظم منه ولا أقوم في أحداث هذا الوجود .
- والليلة من العظمة تفوق حقيقتها حدود الإدراك البشري: ( وما أدراك ما ليلة القدر ؟ )، فهي ليلة عظيمة باختيار الله لها لبدء تنزيل هذا القرآن، وإسباغ السلام الذي فاض من روح الله على الضمير البشري والحياة الإنسانية وبما تضمنه هذا القرآن من عقيدة وشريعة وآداب، وتنزيل الملائكة وجبريل – خاصة، بإذن ربهم، ومعهم هذا القرآن – باعتبار جنسه الذي نزل في هذه الليلة – وانتشارهم فيما بين السماء والأرض في هذا المهرجان الكوني، الذي تصوره كلمات السورة تصويراً عجيباً.
- والمنهج الإسلامي في التربية يربط بين العبادة وحقائق العقيدة في الضمير، ويجعل العبادة وسيلة لاستحياء هذه الحقائق وايضاحها وتثبيتها في صورة حيه تتخلل المشاعر ولاتقف عند حدود التفكير.
- وقد ثبت أن هذا المنهج وحده هو أصلح المناهج لإحياء هذه الحقائق ومنحها الحركة في عالم الضمير وعالم السلوك، وأن الإدراك النظري وحده لهذه الحقائق بدون مساندة العبادة، وعن غير طريقها، لايقر هذه الحقائق، ولايحركها حركة دافعة في حياة الفرد ولا في حياة الجماعة، وهذا الربط بين ذكرى ليلة القدر وبين القيام فيها إيماناً واحتساباً هو طرف في المهج الإسلامي الناجح القويم.

## تفسير سورة القدر
﴿إِنَّا أَنْزَلْنَاهُ فِي لَيْلَةِ الْقَدْرِ ۝١﴾ [القدر:1]: (إنَّا)، يؤتى بها للتأكيد، رداً على منكر وشاكّ، وقوله تعالى: {أَنْزَلْنَاهُ}، أي: القرآن، أُضمر للعلم به، {فِي لَيْلَةِ القدر} يجوز أن يكون ظرفاً للإنزال، والقرآن كله كالسورة الواحدة، وقال تعالى: ﴿شَهْرُ رَمَضَانَ الَّذِي أُنْزِلَ فِيهِ الْقُرْآنُ﴾ [البقرة:185]، وقال: ﴿إِنَّا أَنْزَلْنَاهُ فِي لَيْلَةٍ مُبَارَكَةٍ﴾ [الدخان:3] يريد: ليلة القدر، وقال ابن عباس: نزل به جبريل  جملة واحدة في ليلة القدر من اللوح المحفوظ إلى سماء الدنيا إلى بيت العزة، وأملاه جبريل على السَّفرةِ، ثم كان جبريل  ينزله على النبي محمد ﷺ منجماً، وكان بين أوله وآخره ثلاث وعشرون سنة، ومعنى (ليلة القدر): ليلة تقدير الأمور وقضائها، من قوله تعالى: ﴿فِيهَا يُفْرَقُ كُلُّ أَمْرٍ حَكِيمٍ ۝٤﴾ [الدخان:4].
﴿وَمَا أَدْرَاكَ مَا لَيْلَةُ الْقَدْرِ ۝٢﴾ [القدر:2]: "أي ما غاية فضلها ومنتهى علو قدرها، ثم بين الله فضلها بقوله تعالى:﴿لَيْلَةُ الْقَدْرِ خَيْرٌ مِنْ أَلْفِ شَهْرٍ ۝٣﴾ [القدر:3]، وهي ثلاث وثمانون سنة وأربعة أشهر أي إن العبادة فيها خير من العبادة في ألف شهر ليس فيها ليلة القدر، قال مجاهد: كان في بني إسرائيل رجل يقوم الليل حتى يصبح، ثم يجاهد حتى يمسي فعل ذلك ألف شهر فتعجب رسول الله ﷺ، والمسلمون من ذلك، فأنزل الله هذه الآية، وسميت ليلة القدر لعظم قدرها وشرفها على الليالي، أي منزلة وجاه، وقيل سميت بذلك لأن العمل الصالح يكون فيها ذا قدر عند الله ، وقيل سميت بذلك لأن الأرض تضيق بالملائكة فيها.
﴿تَنَزَّلُ الْمَلَائِكَةُ وَالرُّوحُ فِيهَا بِإِذْنِ رَبِّهِمْ مِنْ كُلِّ أَمْرٍ ۝٤﴾ [القدر:4]: أي: يكثر تنزل الملائكة في هذه الليلة لكثرة بركتها، والملائكة يتنزلون مع تنزل البركة والرحمة، كما يتنزلون عند تلاوة القرآن ويحيطون بحلق الذكر، ويضعون أجنحتهم لطالب العلم بصدق تعظيما له، وأما الروح فقيل: المراد به هاهنا جبريل ، فيكون من باب عطف الخاص على العام، وقيل: هم ضرب من الملائكة، وقوله:﴿مِنْ كُلِّ أَمْرٍ﴾ [القدر:4]، قال مجاهد: سلام هي من كل أمر.
﴿سَلَامٌ هِيَ حَتَّى مَطْلَعِ الْفَجْرِ ۝٥﴾ [القدر:5]: سلام ليلة القدر من الشر كله من أولها إلى طلوع الفجر من ليلتها، وعن قتادة: ﴿سَلَامٌ هِيَ﴾ [القدر:5]، قال: خير حتى مطلع الفجر، وعن قتادة أيضاً: ﴿مِنْ كُلِّ أَمْرٍ ۝٤ سَلَامٌ﴾ [القدر:4–5]، أي هي خير كلها إلى مطلع الفجر، وعن مجاهد: ﴿سَلَامٌ هِيَ حَتَّى مَطْلَعِ الْفَجْرِ ۝٥﴾ [القدر:5]، قال: من كل أمر سلام، وفي قول الله: ﴿سَلَامٌ هِيَ﴾ [القدر:5] قال: ليس فيها شيء هي خير كلها، حتى مطلع الفجر، وعني بقوله: ﴿حَتَّى مَطْلَعِ الْفَجْرِ﴾ [القدر:5]: إلى مطلع الفجر.

## اللغة والبلاغة في سورة القدر

### اللغة في سورة القدر
- (القدر): اسم علم لليلة بعينها من العشر الأواخر من رمضان، والأصل هو مصدر بمعنى التقدير، أو بمعنى الشرف أو بمعنى الحكم، وزنه فعل بفتح فسكون.
- (مطلع): مصدر ميميّ من الثلاثيّ طلع، وزنه مفعل بفتح الميم والعين.[34]

### البلاغة في سورة القدر
الاستفهام: وقد ورد الاستفهام في قوله تعالى:﴿وَمَا أَدْرَاكَ مَا لَيْلَةُ الْقَدْرِ ۝٢﴾ [القدر:2]، وهذا استفهام بقصد التفخيم والتعظيم.
الإطناب: فقد ورد في سورة (القدر)، لفظ (لَيْلَةِ الْقَدْرِ) ثلاث مرات، زيادة في الاعتناء بشأنها، وتفخيماً لأمرها.
ذكر الخاص بعد العام: ﴿تَنَزَّلُ الْمَلَائِكَةُ وَالرُّوحُ﴾ [القدر:4]: ذكر الخاص بعد العام، ذكر جبريل بعد الملائكة، للتنويه بقدره.
السجع: (الْقَدْرِ، شَهْرٍ، أَمْرٍ، الْفَجْرِ): سجع مرصع، وهو توافق الفواصل مراعاة لرؤوس الآيات وهو السجع المطرف، وإذا قرأنا أو سمعنا هذه السورة (القدر)، نستطيع أن نتمتع بهذا السجع ونعرف جمالها في الألفاظ.

## إعراب السورة
﴿إِنَّا أَنْزَلْنَاهُ فِي لَيْلَةِ الْقَدْرِ ۝١﴾ [القدر:1]: (إنَّا)، إن واسمها، وجملة (أنزلناه) فعل ماض وفاعله ومفعوله، والجملة الفعلية خبر (إن)، والجملة الاسمية ابتدائية لا محل لها، (فِي لَيْلَةِ) متعلقان بالفعل، (الْقَدْرِ) مضاف إليه.
﴿وَمَا أَدْرَاكَ مَا لَيْلَةُ الْقَدْرِ ۝٢﴾ [القدر:2]: (وما): الواو حرف عطف، وما اسم استفهام في محل رفع مبتدأ، وجملة (أدراك) خبر، و (ما) اسم استفهام في محل رفع مبتدأ، و (ليلة القدر) خبر ما، والجملة المعلقة بالاستفهام سدّت مسدّ مفعول أدراك الثاني شَهْرٍ.
﴿لَيْلَةُ الْقَدْرِ خَيْرٌ مِنْ أَلْفِ شَهْرٍ ۝٣﴾ [القدر:3]: مبتدأ مضاف إلى القدر، (خَيْرٌ) خبر، والجملة مستأنفة لا محل لها، (مِنْ أَلْفِ) متعلقان بخير، (شَهْرٍ) مضاف إليه.
﴿تَنَزَّلُ الْمَلَائِكَةُ وَالرُّوحُ فِيهَا بِإِذْنِ رَبِّهِمْ مِنْ كُلِّ أَمْرٍ ۝٤﴾ [القدر:4]: (تنزل) فعل مضارع مرفوع أصله تتنزل، والملائكة فاعل، (والروح): يجوز أن يكون مبتدأ، و «فيها» الخبر، وأن يكون معطوفا على الفاعل، و «فيها»: ظرف، أو حال، قوله تعالى: (بإذن ربهم): يجوز أن تتعلق الباء بـ «تتنزل» وأن تكون حالاً، و(بإذن ربهم): متعلقان بتنزل، و(من كل أمر): أي من أجل كل أمر قضاه الله لتلك السنة متعلق بتنزل.
﴿سَلَامٌ هِيَ حَتَّى مَطْلَعِ الْفَجْرِ ۝٥﴾ [القدر:5]: سلام خبر مقدّم، وهي مبتدأ مؤخر، وحتى حرف غاية وجر، ومطلع الفجر مجرور بحتى، والجار والمجرور متعلقان بسلام، وفيه إشكال، وهو الفصل بين المصدر ومعموله بالمبتدأ، والجواب أن الظروف والجار والمجرور يتوسع فيها ما لا يتوسع في غيرها، والأحسن كما قال الخطيب: أن يتعلقا بمحذوف قدّره الخطيب يستمرون على التسليم من غروب الشمس حتى مطلع الفجر.

## القراءات في سورة القدر
- ﴿شَهْرٍ ۝٣ تَنَزَّلُ﴾ [القدر:3–4]: "قرأ البزي بتشديد التاء وصلاً، وتخفيفها ابتداء، وغيره بتخفيفها في الحالين.[40]
- ﴿حَتَّى مَطْلَعِ الْفَجْرِ﴾ [القدر:5]: أجمع القراء على فتح اللام في (مطلع)، إلّا الكسائي، فإنه قرأها بالكسر، فالحجة لمن فتح: أنه أراد بذلك: المصدر، ومعناه: حتى طلوع الفجر، والحجة لمن كسر: أنه أراد: الاسم أو الموضع،[41] قال الطبري: "والصواب من القراءة في ذلك عندنا: فتح اللام لصحة معناه في العربية، وذلك أن المطلع بالفتح هو الطلوع، والمطلع بالكسر: هو الموضع الذي تطلع منه، ولا معنى للموضع الذي تطلع منه في هذا الموضع.[33]

## فوائد فقهية من سورة القدر

### أولاً: في تعيين ليلة القدر
اختلف العلماء في ذلك، والذي عليه المعظم أنها ليلة سبع وعشرين، لحديث زر بن حبيش قال: قلت لأبي بن كعب: إن أخاك عبد الله ابن مسعود يقول: من يقم الحول يصب ليلة القدر، فقال: يغفر الله لأبي عبد الرحمن! لقد علم أنها في العشر الأواخر من رمضان، وأنها ليلة سبع وعشرين، ولكنه أراد ألا يتكل الناس، ثم حلف لا يستثني: أنها ليلة سبع وعشرين، قال قلت: بأي شيء تقول ذلك يا أبا المنذر؟ قال: بالآية التي أخبرنا بها رسول الله ﷺ، أو بالعلامة أن الشمس تطلع يومئذ لا شعاع لها.
وقيل: هي في شهر رمضان دون سائر العام، قاله أبو هريرة وغيره، وقيل: هي في ليالي السنة كلها...، وإلى هذا القول ذهب أبو حنيفة أنها في جميع السنة، وقيل عنه: إنها رفعت وأنها إنما كانت مرة واحدة، والصحيح أنها باقية، والجمهور على أنها في كل عام من رمضان، ثم قيل: إنها الليلة الأولى من الشهر، قاله أبو رزين العقيلي، وقال الحسن وابن إسحاق وعبد الله بن الزبير: هي ليلة سبع عشرة من رمضان، وهي الليلة التي كانت صبيحتها وقعة بدر، وكان ذلك ليلة سبع عشرة، وقيل هي ليلة التاسع عشر، والصحيح المشهور: أنها في العشر الأواخر من رمضان، وهو قول مالك والشافعي والأوزاعي وأبي ثور وأحمد.

### ثانياً: في علامات ليلة القدر
ومنها أن الشمس، تطلع في صبيحتها بيضاء لا شعاع لها، ومن علاماتها أن الشمس تطلع صبيحتها لا شعاع لها، وعن ابن مسعود: قال: «إن الشمس تطلع كل يوم بين قرني شيطان إلا صبيحة ليلة القدر فإنها تطلع يومئذ بيضاء ليس لها شعاع»، فإن قيل: لا فائدة في هذه العلامة فإنها قد انقضت، أجيب: بأنه يستحب أن يجتهد في ليلتها ويبقى يعرفها، ومن علاماتها: أنها ليلة سمحة بلجة، لا حارة ولا باردة، فقد روي عن واثلة بن الأسقع، عن رسول الله ﷺ قال:«ليلة القدر بلجة، لا حارة ولا باردة، ولا سحاب فيها، ولا مطر، ولا ريح، ولا يرمى فيها بنجم، ومن علامة يومها تطلع الشمس لا شعاع لها».

## المؤلفات في سورة القدر
- التماس الأجر بتفسير سورة القدر –دراسة بيانية فقهية-، المؤلف: سامي وديع عبد الفتاح القدومي، الناشر: دار الوضاح، الأردن –عمان-، سنة 2011م
- العناصر البلاغية في سورة القدر –دراسة تحليلية وصفية بلاغية-، للباحثة: همة العالية، قدمته الباحثة لاستيفاء بعض شروط القبول لدرجة سرجانا، بكلية اللغة وآدابها بالجامعة الإسلامية الإندونيسية السودانية بمالانج، 2003م
- تفسير سورة القدر –دراسة وتحقيق-، للباحثة: د. منيرة بنت محمد بن ناصر الدوسري، الناشر: مجلة الدراسات القرآنية، العدد: التاسع، سنة 1432هـ
- تفسير سورة القدر، المؤلف: العلامة محمد بن محمد السنباوي، المشهور بالأمير الكبير (ت: 1232هـ)، دراسة وتحقيق: عبد الله أحمد الزيوت، الناشر: مجلة العلوم الإسلامية، العدد الثاني، سنة 2013م.
- تأملات روحية وتربوية في سورة القدر، المؤلف: يوسف حلو خضر الناجي الموسوي، من نشر المؤلف، بدون تاريخ وطبعة ودار نشر.
- تأملات في سورة القدر، للدكتور: إسماعيل عبد العزيز محمود أبو شطره، الناشر: حولية كلية أصول الدين والدعوة بالمنوفية، المجلد 19، العدد: (19)، 1999م.
- تفسير سورة القدر وفضلها، المؤلف: عبد الرسول زين الدين، الناشر: مؤسسة قصبة الياقوت للطباعة والنشر، كانت الطباعة الأولى كانت سنة 1438هـ.
- الصوت ووجوه الإعجاز القرآني –سورة القدر ميداناً تطبيقياً- (دراسة أسلوبية)، للباحثة: د. فاطمة حيدر علي، الناشر: مجلة كلية التربية –بنات- جامعة بغداد، المجلد (22)، العدد (3)، سنة 2011م.
- التفسير التكاملي للقرآن الكريم (سورة القدر)، المؤلف: المدرس غسان العرفي، وقد تم الانتهاء من التنسيق والتحضير الطباعي للكتاب في 12 نيسان 2024م.

## وصلات خارجية
- سورة القدر مكتوبة بالرسم العثماني
- تفسير ابن الكثير لسورة القدر
- ملف متكامل لسورة القدر
- سورة القدر/ موقع المصحف الإلكتروني